# Cliff Compton
Clifford (Cliff) Compton (Nassau County (New York), 2 november 1979) is een Amerikaans professioneel worstelaar die vooral bekend is van zijn tijd bij World Wrestling Entertainment als Domino, van 2005 tot 2008, waar hij ook jarenlang een tag team vormde met Deuce (James Reiher Jr.) als Deuce 'n Domino.

## In het worstelen
- Finishers
  - Cliffhanger / Domino Effect
  - Fisherman buster

- Signature moves
  - Cobra clutch to a seated opponent
  - Diving double axe handle
  - Double knee lift

- Managers
  - Cherry
  - Maryse

## Prestaties
- Deep South Wrestling
  - DSW Tag Team Championship (1 keer: met Deuce Shade)

- Ohio Valley Wrestling
  - OVW Heavyweight Championship (2 keer)
  - OVW Southern Tag Team Championship (3 keer: met Deuce Shade)
  - OVW Television Championship (2 keer)

- World Wrestling Entertainment
  - WWE Tag Team Championship (1 keer: met Deuce)

- World Xtreme Wrestling
  - WXW Tag Team Championship (1 keer met Jake Bishop)